# Christopher Cvetko
Christopher Brian Cvetko (* 2. April 1997 in Klagenfurt) ist ein österreichischer Fußballspieler.

## Karriere
Cvetko begann seine Karriere beim FC Kärnten. 2007 wechselte er zum SK Austria Kärnten. 2010 kam er in die AKA Kärnten. 2013 wechselte Cvetko nach England zu den Bolton Wanderers. Für Bolton kam er ab 2015 für die Reservemannschaft zum Einsatz.
Zur Saison 2016/17 wechselte er zurück nach Österreich zum Zweitligisten FC Blau-Weiß Linz, bei dem er einen bis Juni 2017 gültigen Vertrag erhielt. Sein Debüt in der zweiten Liga gab er im März 2017, als er am 23. Spieltag jener Saison gegen den SC Austria Lustenau in der Nachspielzeit für René Renner eingewechselt wurde.
Zur Saison 2018/19 wechselte er zum FC Juniors OÖ. Im März 2019 stand er schließlich erstmals im Kader des LASK. In zwei Jahren bei den Juniors kam er zu 51 Zweitligaeinsätzen, in denen er fünf Tore erzielte. Für den LASK blieb er ohne Einsatz. Zur Saison 2020/21 wechselte er zum SK Austria Klagenfurt, bei dem er einen bis Juni 2023 laufenden Vertrag erhielt. Für Klagenfurt absolvierte er 27 Zweitligapartien, ehe er mit dem Team zu Saisonende in die Bundesliga aufstieg. Im Oberhaus kam Cvetko anschließend zu 113 Einsätzen, ehe Klagenfurt am Ende der Saison 2024/25 nach vier Jahren wieder abstieg.
Zur Saison 2025/26 kehrte er daraufhin zum mittlerweile erstklassigen FC Blau-Weiß Linz zurück, bei dem er einen bis 2028 laufenden Vertrag erhielt.

## Persönliches
Sein Vater Andreas (* 1963) war ebenfalls Fußballspieler und spielte für Klagenfurt, den GAK und Steyr in der Bundesliga.